# Microlophus delanonis
Microlophus delanonis is een hagedis uit de familie kielstaartleguaanachtigen (Tropiduridae).

## Naam en indeling
De wetenschappelijke naam van de soort werd voor het eerst voorgesteld door Georg Baur in 1890. Oorspronkelijk werd de wetenschappelijke naam Tropidurus delanonis gebruikt.

## Verspreiding en habitat
Microlophus delanonis komt voor in delen van noordelijk Zuid-Amerika in Ecuador op de Galapagoseilanden en leeft endemisch op het eiland Española. In het westelijke deel van de Galapagoseilanden komt de verwante Microlophus albemarlensis voor.